# Gerard Veldscholten
Gerard Veldscholten (* 19. August 1959 in Lemselo (Provinz Overijssel) oder in Berkel-Enschot (Tilburg)) ist ein ehemaliger niederländischer Radrennfahrer, der im Straßenradsport aktiv war.

## Sportliche Laufbahn
Veldscholten war im Straßenradsport aktiv. Er bestritt als Amateur 1980 die Tour de l’Avenir, die er auf Platz 51. Platz beendete und gewann eine Etappe der Tour de la Province de Namur.
1982 wurde er Berufsfahrer im Radsportteam Ti-Raleigh und blieb bis 1991 aktiv. Sein bedeutendster sportlicher Erfolg war der Sieg in der Tour de Romandie 1988 vor Tony Rominger. 1983 hatte er bereits einen Tagesabschnitt in dem Etappenrennen gewonnen. 1984 holte er Etappensiege im Critérium du Dauphiné und in der Tour de Suisse. Er siegte im Eintagesrennen um den Großen Preis der Dortmunder Union-Brauerei. 1991 gewann er eine Etappe der Ronde van Nederland. 1982 wurde er Zweiter im Grand Prix de Wallonie hinter Hennie Kuiper. Seinen letzten Sieg als Radprofi holte er in der Profronde van Almelo 1991.
Die Tour de France fuhr er sechsmal. 1982 wurde er 32., 1983 27., 1984 16., 1985 28., 1986 61. und 1987 45. der Gesamtwertung. In der Vuelta a España belegte er 1985 den 13. und 1986 den 31. Rang. Bei den UCI-Straßen-Weltmeisterschaften wurde er 1985 13., 1986 55. des Rennens, 1984 schied er aus.